# アカデミック・ハラスメントをなくすネットワーク
特定非営利活動法人アカデミック・ハラスメントをなくすネットワークとは、大学など高等教育機関において発生しているアカデミックハラスメントに対処することを目的として設立されたNPO（特定非営利活動法人）である。

## 概説
アカデミック・ハラスメントをなくすネットワークは、様々な大学や研究機関や教育機関において発生しているアカデミックハラスメントに対処するために設立され、アカハラの実態に関する調査研究活動や、政策提言活動、出版活動、講演活動、ならびにアカハラ被害者への支援活動などを行っている。この活動は社会的にも注目され、新聞などから取材されることもある。

## 沿革
- 1999年12月12日　設立準備会発足
- 2001年2月17日　設立総会実施
- 2001年6月19日　大阪府においてNPO認証を申請
- 2001年9月28日　NPO認証を取得
- 2001年10月5日　設立（法務局に登記）

## 調査、研究、出版活動
- 『アカデミック・ハラスメントの実態調査研究－大学および大学教員に対するアンケート調査結果報告書』、2004年5月。
- 『なくそう、防ごう、気づこう、アカデミック・ハラスメント』（ビデオ）、2004年11月。
- 『アカデミック・ハラスメントをなくすために』2004年4月。
- 『アカデミック・ハラスメントに正しく対応するために』（ビデオ）、2007年11月。
- 『アカデミック・ハラスメント環境評価基準の策定とそれを用いた点検評価方法の確立』日本学術振興会 平成19～21年度科学研究費補助金（基盤研究C）による研究
- 『アカハラといわれないために－コミュニケーション・スキル・アップの実際』（DVD)、2009年11月。
- 『アカハラで悩んだとき－あなたならどうする？』（DVD)、2009年11月。

## 翻訳
- ノア・ダベンポート, ルース・ディスラー・シュワルツ, ゲイル・パーセル・エリオット著（アカデミックNPO監訳）『職場いびり : アメリカの現場から』緑風出版、2002年10月。

## 所在地
大阪府大阪市北区東天満2丁目9－4　千代田ビル東館507号室　アカデミックNPO事務局（NAAH）

## 脚註
1. ↑  『大阪日日新聞』、2003年7月12日
2. ↑  秋田摩紀「窓からみるアカデミー学問世界」『インパクション』138号、特集「解体される大学」、2003年10月、28-32頁。